# Chunikhel
Chunikhel es un pueblo ubicado en el distrito de Katmandú, provincia de Bagmati, Nepal.

## Superficie
Cuenta con una superficie de 3,6 kilómetros cuadrados.

## Demografía
Datos hasta 2015
- Población: 6240 habitantes.[1]
- Densidad de población: 1,733 habitantes por kilómetro cuadrado.[1]
- Población masculina: 3122 (50%).[1]
- Población femenina: 3118 (50%).[1]